# 上海國際馬拉松

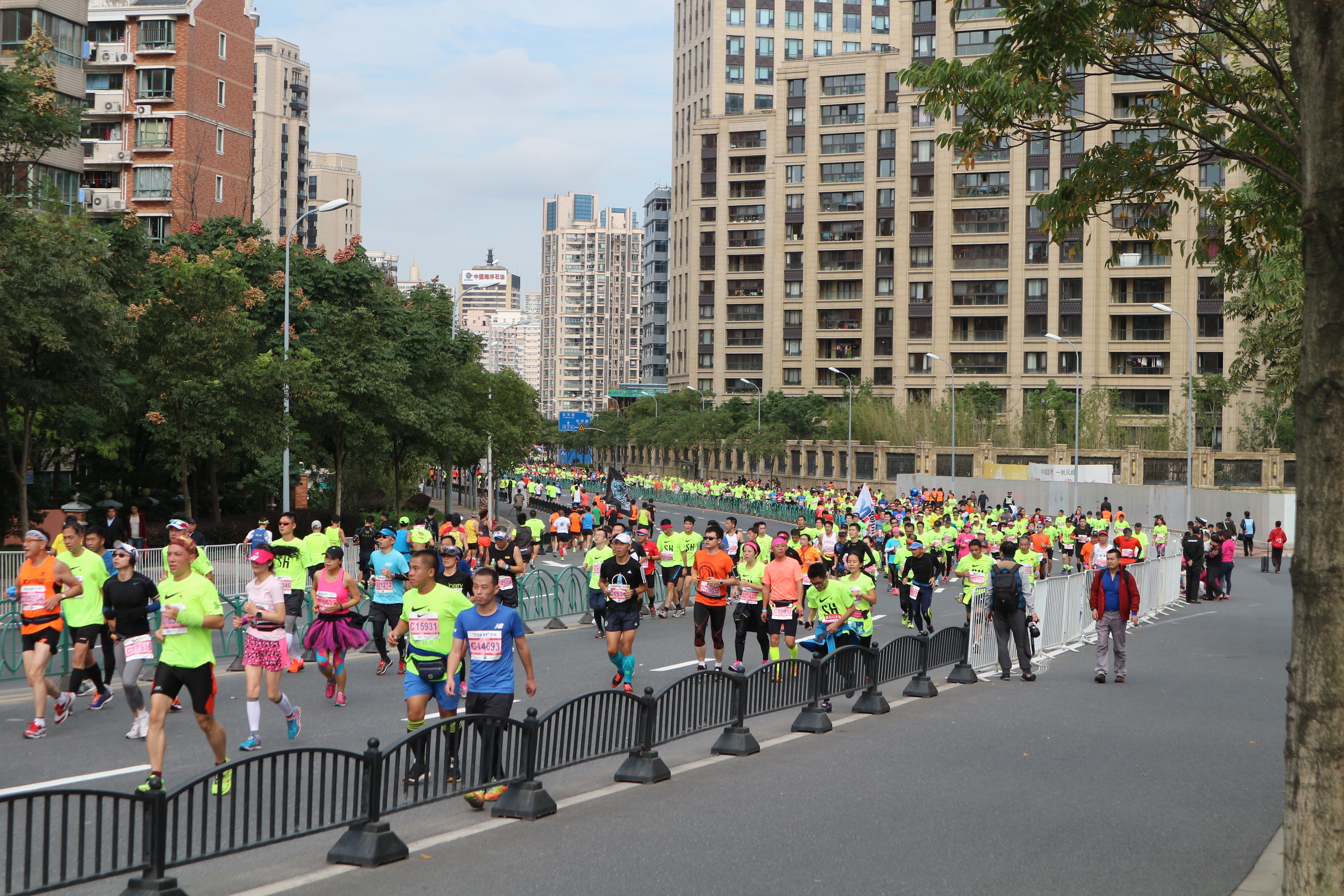
2016年上海国际马拉松赛现场，途中经过宛平南路

上海馬拉松，賽事全稱為上海國際馬拉松，原名東麗盃上海國際馬拉松，简称上马，是在中國上海市舉辦的馬拉松賽事，取得世界田徑總會白金標籤賽事認證；賽事於每年11月進行。

## 历史沿革
1970年代上海每年举办一届迎春市民长跑活动。1980年代初，上海市与中国田径协会每年举办一届全国马拉松比赛。80年代中期，上海马拉松比赛演变成有国际马拉松选手参加的国际性比赛。1996年开始，上海马拉松比赛逐渐发展成了一项具有国际影响、参与人口众多的传统赛事。1996年首届上海马拉松在人民广场鸣枪起跑，项目设置了男女马拉松、半程马拉松、5KM和2.5KM。首届上海马拉松吸引了来自世界各地等6000人参与，其中有700名外籍选手。
日本東麗株式會社从1997年开始赞助上海马拉松直至2012年因钓鱼岛问题升级而与上马终止了合作，在此之前「东丽杯」已经成为了上海国际马拉松赛的代名词。2013年的上海国际马拉松由上海市体育竞赛管理中心直接承办，东亚集团协办，2014年起由上海市国企东浩兰生集团旗下公司负责运营。
2018年国际田联首次对全球馬拉松赛事进行排名，上海国际马拉松赛位列全球第15名，在中華人民共和國國內排名第一。
2020年3月6日，上海马拉松正式升级为白金标赛事，也是中華人民共和國首个白金标赛事。
因应2019冠状病毒病疫情防控需要，2020年上海马拉松参赛规模缩至9000人，且不邀请海外选手参赛。由于线下参赛人数限制，此次上马还特设2020上马“线上跑”，比赛时间为11月9日。
2021年11月9日，因应2019冠状病毒病疫情形势，原定11月28日举办的2021上海马拉松赛延期举办。
2022年11月3日，上海马拉松组委会表示将于11月27日上午7点举行2022年赛事。起点设在外滩金牛广场，终点设在龙启路云锦路。参赛规模为18000人，只设马拉松项目，且仅限上海市常住人口报名参赛。上海本地常住人口跑者可通过上马官网或上马APP选择11月27日参赛或直接退赛；非上海本地常住人口跑者将自动保留参赛名额至2023年。本次赛事将不设健康跑项目，2021年健康跑报名成功者，名额将保留至2023年。鉴于疫情影响，本届将“一人一码”系统进行了升级，除了赛事当天工作人员通过扫描跑者号码布上二维码记录参赛轨迹外，2022年的参赛者的参赛码还连入了随申码接口，赛前14日起将每日对参赛者健康码进行实时监测，一旦发现黄码或红码，组委会将立即与跑者联系，告知其无法参赛。
2023年11月26日上午7点，上海马拉松举行2023年赛事。本届赛事重新采用一枪起跑的形式，全程马拉松项目的终点再次回到徐家汇体育公园，除保留历年上马赛道依次途径的静安寺、淮海路商业街、一大会址、新天地、龙华寺等上海重要地标外，本届赛事的路线在20公里至26公里段融入了黄浦滨江与徐汇滨江两条滨江绿道，较2022年增加了长度约为1公里的徐汇滨江绿道，并对原有龙腾大道赛段进行了调整。本届赛事再次邀请国际精英选手参赛，为上马荣膺世界田联白金标后的首次。同時全程马拉松项目男女冠军奖金提升至5.5万美元。
2024年10月9日，上海马拉松成为中国唯一雅培世界马拉松大满贯候选赛事。

## 往届成绩
加粗:
  赛会纪录
| 届数 | 年份   | 男子组冠军                        | 用时 (h:m:s) | 女子组冠军                        | 用时 (h:m:s) |
| ---- | ------ | --------------------------------- | ------------ | --------------------------------- | ------------ |
| 23rd | 2023年 | 基普丘姆巴（肯尼亚）              | 2:05:35      | 达涅（埃塞俄比亚）                | 2:21:28      |
| 22nd | 2022年 | 杨绍辉（中国）                    | 2:16:04      | 张德顺（中国）                    | 2:28:17      |
| 21st | 2020年 | 贾俄仁加（中国）                  | 2:12:44      | 李芷萱（中国）                    | 2:26:39      |
| 20th | 2019年 | 保羅·隆揚加塔（肯尼亚）           | 2:08:11      | Yebrgual Melese（埃塞俄比亚）     | 2:23:19      |
| 19th | 2018年 | Seyefu Tura（埃塞俄比亚）         | 2:09:18      | Yebrgual Melese（埃塞俄比亚）     | 2:20:36      |
| 18th | 2017年 | 史蒂芬•莫克卡（南非）             | 2:08:35      | Roza Dereje（埃塞俄比亚）         | 2:22:43      |
| 17th | 2016年 | 史蒂芬•莫克卡（南非）             | 2:10:18      | Roza Dereje（埃塞俄比亚）         | 2:26:18      |
| 16th | 2015年 | 保羅·隆揚加塔（肯尼亚）           | 2:07:14      | Nguriatukei Raelkiyara（肯尼亚）  | 2:26:23      |
| 15th | 2014年 | 史蒂芬•莫克卡（南非）             | 2:08:43      | Tigist Tufa（埃塞俄比亚）         | 2:21:52      |
| 14th | 2013年 | 史蒂芬•莫克卡（南非）             | 2:09:29      | 阿貝魯·凱貝蒂（埃塞俄比亚）       | 2:23:28      |
| 13th | 2012年 | Sylvester Kimeli Teimet（肯尼亚） | 2:09:01      | Feyse Tadese（埃塞俄比亚）        | 2:23:07      |
| 12th | 2011年 | Willy Kibor Koitile（肯尼亚）     | 2:10:21      | Kebebush Haile Lema（埃塞俄比亚） | 2:24:08      |
| 11th | 2010年 | 加肖·阿斯法乌（埃塞俄比亚）       | 2:11:36      | Nailya Yulamanova（俄罗斯）       | 2:26:05      |
| 10th | 2009年 | 加肖·阿斯法乌（埃塞俄比亚）       | 2:10:10      | 魏亚楠（中国）                    | 2:27:49      |
| 9th  | 2008年 | 加肖·阿斯法乌（埃塞俄比亚）       | 2:09:29      | Irina Timofeyeva（俄罗斯）        | 2:26:19      |
| 8th  | 2007年 | Samy Tum（肯尼亚）                | 2:13:01      | 利迪娅·希蒙（羅馬尼亞）           | 2:29:28      |
| 7th  | 2006年 | Paul Korir（肯尼亚）              | 2:15:25      | 張新（中国）                      | 2:32:07      |
| 6th  | 2005年 | 韩刚（中国）                      | 2:13:22      | 张淑晶（中国）                    | 2:34:25      |
| 5th  | 2004年 | Benson Mbithi（肯尼亚）           | 2:17:55      | 魏亚楠（中国）                    | 2:30:37      |
| 4th  | 2003年 | 蒋振国（中国）                    | 2:22:23      | 葛萍莉（中国）                    | 2:46:45      |
| 3rd  | 2002年 | 土屋克己（日本）                  | 2:19:02      | 张淑晶（中国）                    | 2:30:43      |
| 2nd  | 2001年 | 詹东临（中国）                    | 2:18:58      | 张淑晶（中国）                    | 2:31:54      |
| 1st  | 2000年 | 海卢·尼格萨（埃塞俄比亚）         | 2:18:17      | 于晓宁（中国）                    | 2:46:49      |

## 外部連結
- Official website
- marathoninfo（页面存档备份，存于）